# Brumano
Brumano ist eine italienische Gemeinde (comune) mit 129 Einwohnern (Stand 31. Dezember 2023) in der Provinz Bergamo, Region Lombardei. 

## Geographie

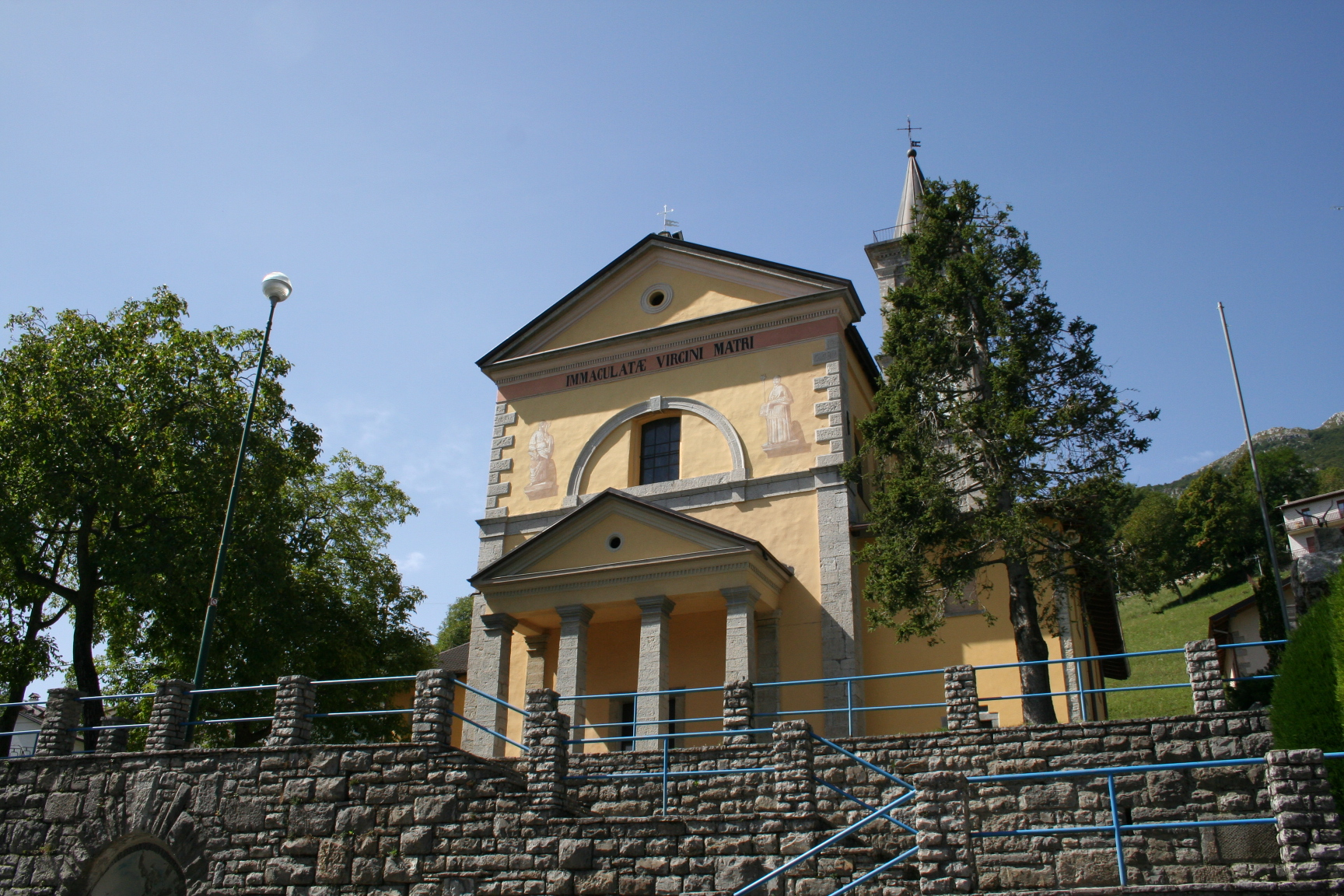
Pfarrkirche

Brumano liegt etwa 20 km nordwestlich der Provinzhauptstadt Bergamo und 50 km nordöstlich der Metropole Mailand.
Die Nachbargemeinden sind Erve (LC), Fuipiano Valle Imagna, Lecco (LC), Locatello, Morterone (LC), Rota d’Imagna, Sant’Omobono Terme und Vedeseta.